# Lijst van beelden in Naaldwijk
Dit is een (onvolledige) lijst van beelden in 'Naaldwijk. Onder een beeld wordt hier verstaan elk driedimensionaal kunstwerk in de openbare ruimte van de deelgemeente Naaldwijk, waarbij beeld wordt gebruikt als verzamelbegrip voor sculpturen, standbeelden, installaties, gedenktekens en overige beeldhouwwerken. Naaldwijk is onderdeel van de gemeente Westland, zie de Lijst van beelden in Westland voor een overzicht van heel de gemeente. 
| Naam                                | Geplaatst | Kunstenaar             | Adres                         | Materiaal | Afbeelding     |
| ----------------------------------- | --------- | ---------------------- | ----------------------------- | --------- | -------------- |
| Reliëf met bloemen en zon           |           |                        | s-Gravenzandseweg 38          |           |                |
| Piëta                               | 1949      | Albert Termote         | Dijkweg (R.K. Begraafplaats)  |           |                |
| F.V. Valstar                        | 1968      | Herman Diederik Janzen | F.V. Valstarplantsoen         |           |                |
| Vrouwe Justitia                     |           |                        | Herenstraat 6 (Oude Raadhuis) |           |                |
| Confrontatie Oud-Jong               | 1994      | Niek Kortekaas         | Joanneshof                    |           |                |
| Druivenmeisje                       |           | Johan van Berkel       | Kerkstraat                    |           |                |
| Woerden                             | 2010      | Inge Teunissen         | Zand- en Waterweg             |           |                |
| Appel, Meloen, Peer, Perzik, Tomaat |           | Inge Teunissen         | Meloenstraat e.o.             |           |                |
| Heilig Hartbeeld                    |           |                        | Molenstraat 29 (kerk)         |           |                |
| Monument voor de Gevallenen         | 1953      | Mari Andriessen        | Verdilaan                     |           |                |
| Woerdblokkikker                     | 2009      | Gerard Smits           | Zeewinde / Duindistel         |           |                |
| Poria Arcadia                       | 1999      | Egidius Knops          | Patijnenburg                  |           |                |
| De Agent                            | 2008      | Berry Holslag          |                               | Keramiek  |                |
| De groendenker                      | 2017      | Henk Vos               | Havenplein                    | Brons     |                |
| Vier rekentekens                    | 2016      |                        | Middel Broekweg (rotonde)     |           |                |
| De boom                             | 2014      | Inge Teunissen         | Zand- en Waterweg (Rotonde)   | Staal     | Boom van staal |